# Zadębie Drugie
Zadębie Drugie (Zadębie II) – dawna wieś, od 1959 część miasta Lublina, leżąca w jego wschodniej części. Rozpościera się w rejonie ulicy Mełgiewskiej, i wchodzi w skład lubelskiej dzielnicy Hajdów-Zadębie.  Jest to obszar głównie przemysłowy.

## Historia
Dawniej samodzielna miejscowość. Od 1867 w gminie Wólka w powiecie lubelskim. W okresie międzywojennym miejscowość należała do woj. lubelskim. 1 września 1933 utworzono gromadę Zadębie w granicach gminy Wólka.
Podczas II wojny światowej, już jako Zadębie II, włączone do Generalnego Gubernatorstwa (dystrykt lubelski), nadal w gminie Wólka. W 1943 roku liczba mieszkańców wynosiła 236.
Po II wojnie światowej wojnie Zadębie II należało do powiatu lubelskiego w woj. lubelskim jako jedna z 27 gromad gminy Wólka.
W związku z reorganizacją administracji wiejskiej jesienią 1954, miejscowość weszła w skład nowo utworzonej gromady Zadębie.
1 stycznia 1959 gromadę Zadębie zniesiono, a jej obszar – w tym Zadębie Drugie – włączono do Lublina.